# 普門寺 (野田市)
普門寺（ふもんじ）は、千葉県野田市にある曹洞宗の寺院。

## 概略と沿革
1624年（寛永元年）、順高によって開山された。
寺宝に「絹本著色釈迦涅槃図」がある。1537年（天文6年）の作であることが明らかになっており、資料的価値が高いということで、1982年（昭和57年）に千葉県より文化財の指定を受けている。

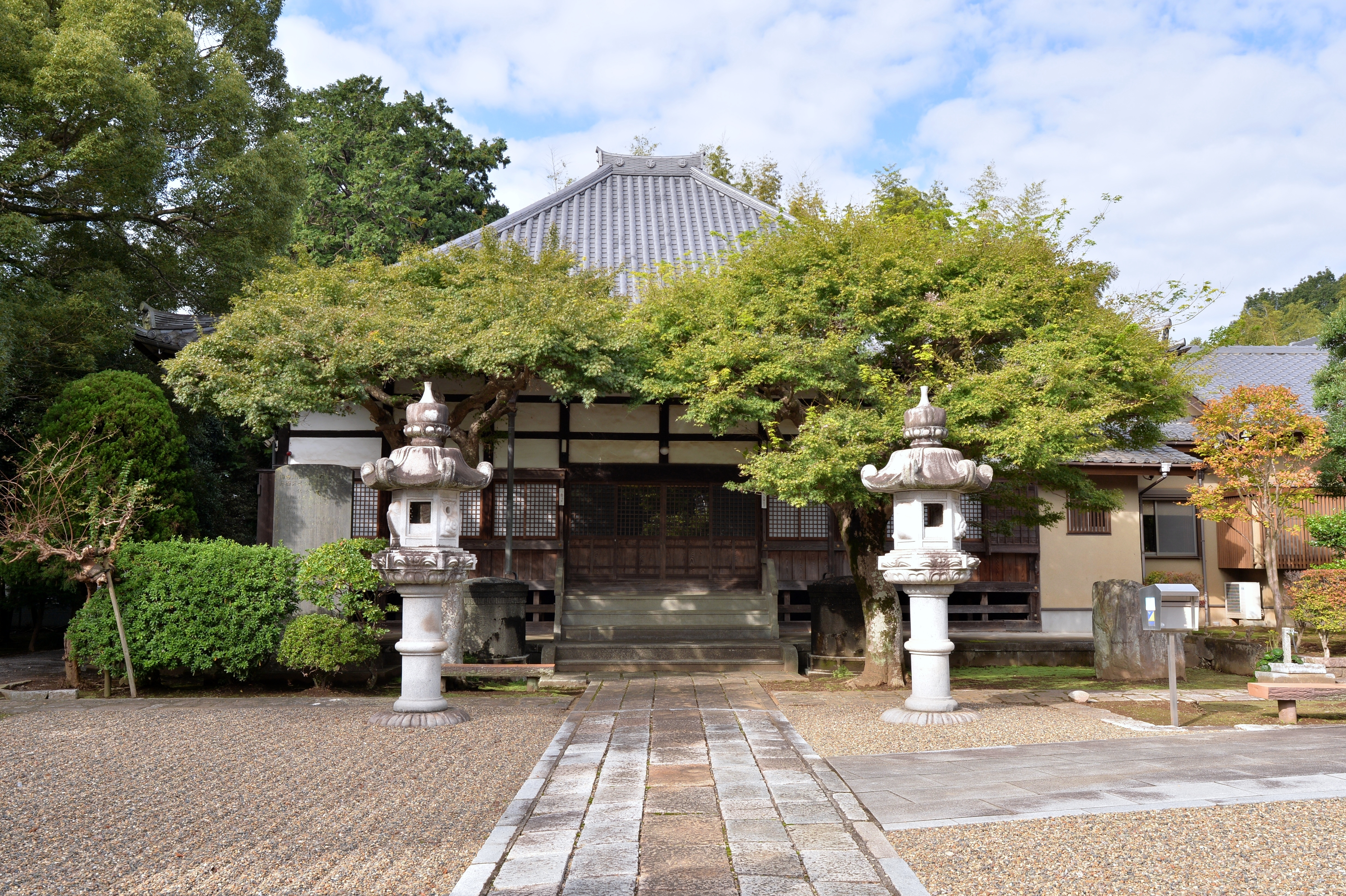
参道と本堂
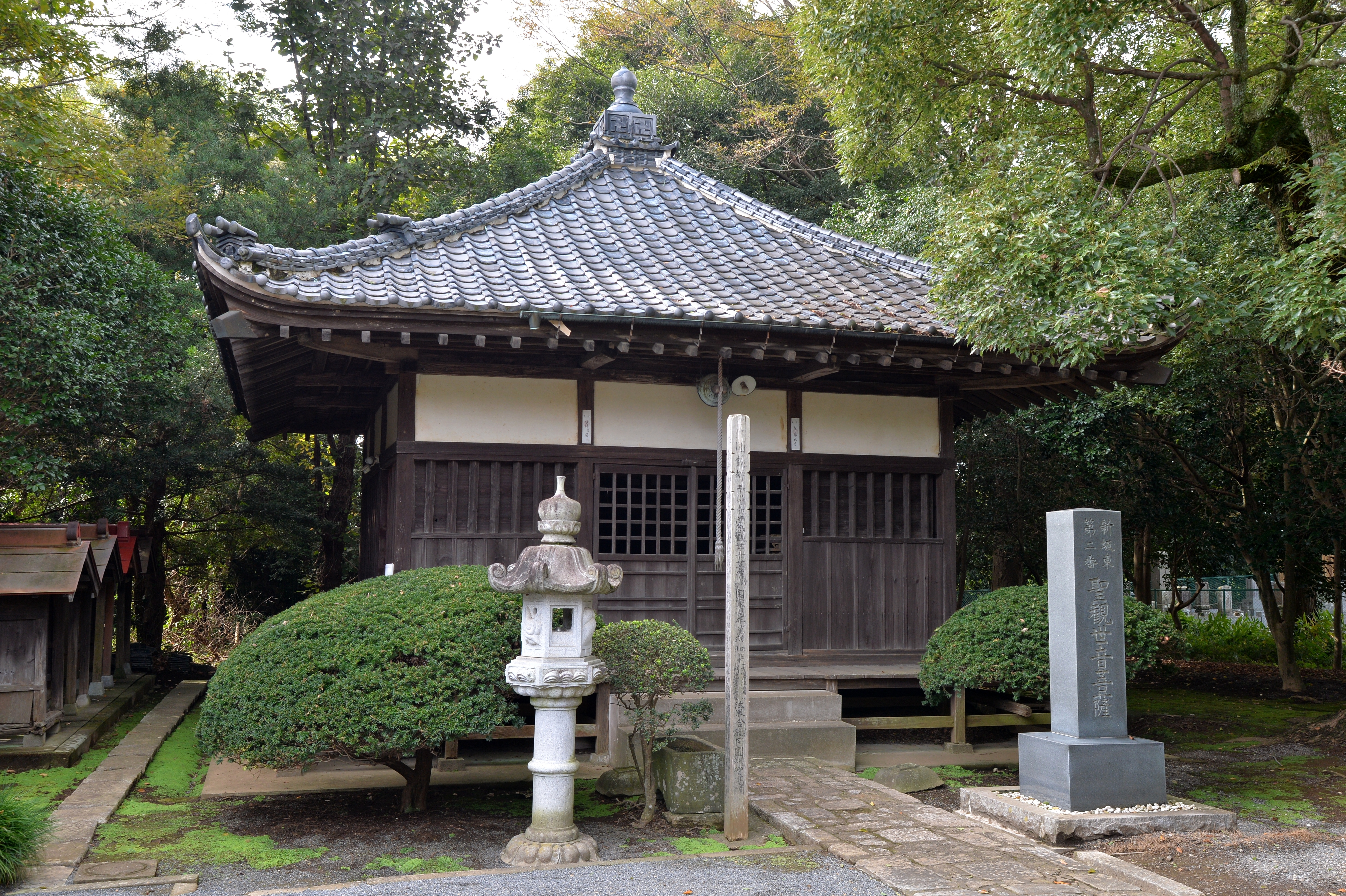
観音堂 （聖観世音菩薩）
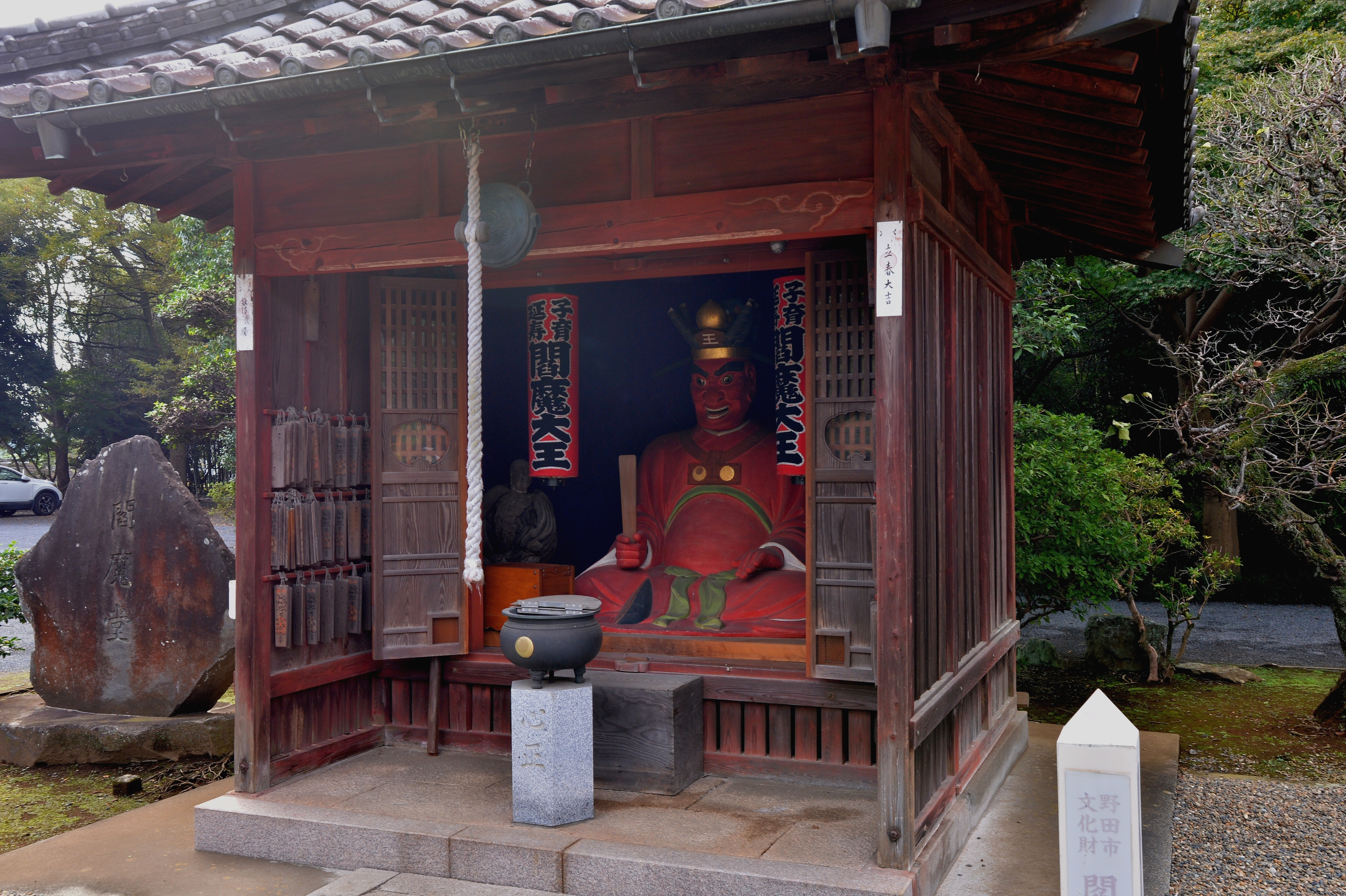
閻魔堂
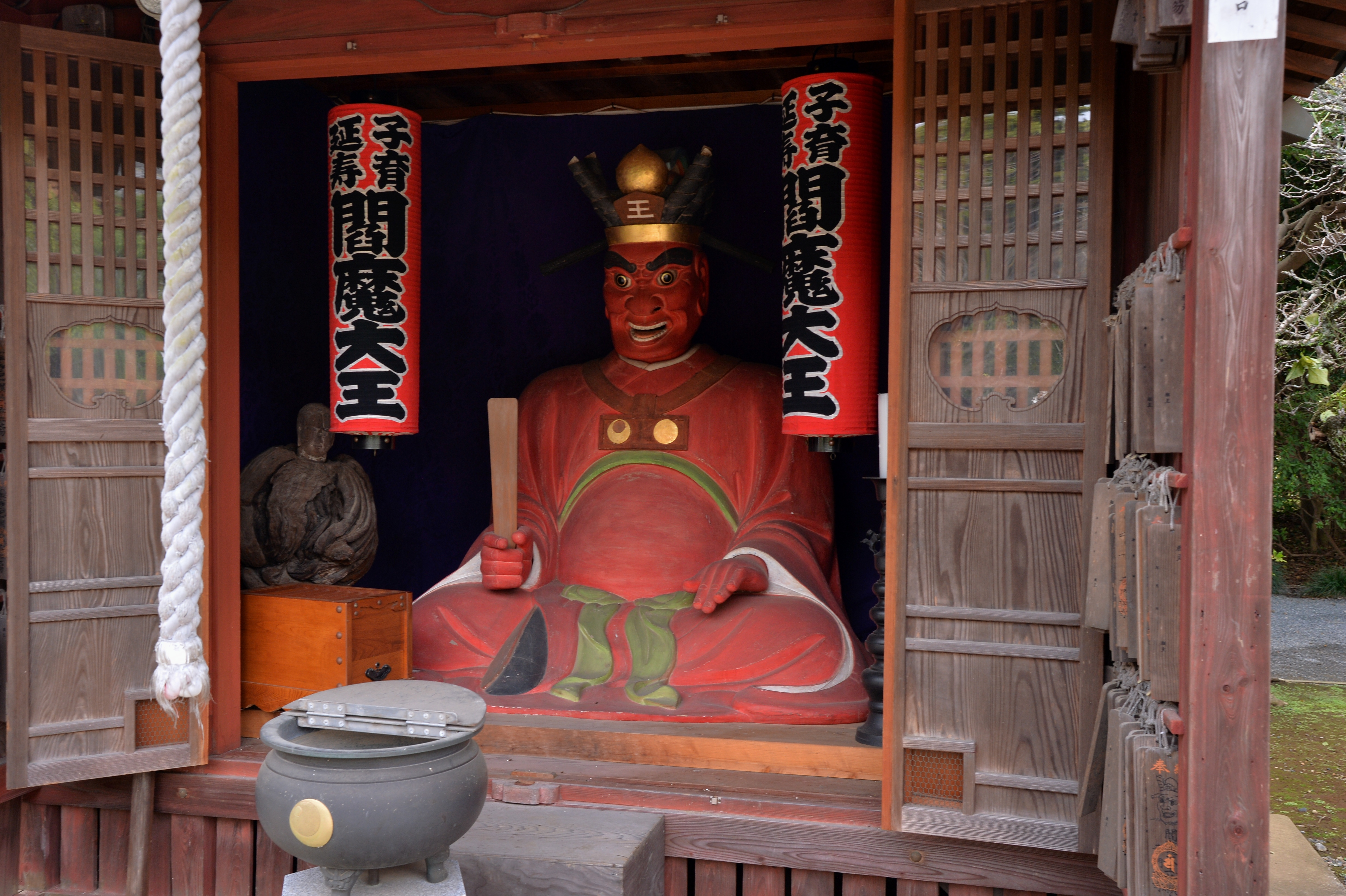
閻魔大王座像 （野田市文化財）

## 交通アクセス
- まめバス大六天前バス停留所で下車、徒歩3分。